# Patriarhul Neofit al Bulgariei
Patriarhul Neofit (în bulgară Патриарх Неофит; n. 15 octombrie 1945, Sofia, Regatul Bulgariei – d. 13 martie 2024, Sofia, Bulgaria), pe numele de mirean Simeon Nikolov Dimitrov, a fost un cleric ortodox bulgar, patriarh al Bisericii Ortodoxe Bulgare (din 24 februarie 2013).
El a fost călugărit la 3 august 1975. A îndeplinit mai multe demnități bisericești: episcop vicar de Sofia (hirotonit la 8 decembrie 1985) și apoi mitropolit de Ruse (1994-2013). A fost ales și întronizat ca mitropolit de Sofia și patriarh al Bisericii Ortodoxe Bulgare la 24 februarie 2013, succedându-i patriarhului Maxim (1971-2012).